# Opvaart (rivier)

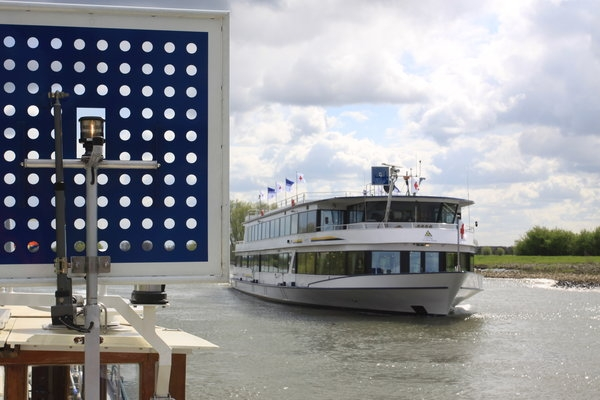
Blauw bord aan stuurboord

De opvaart is de scheepvaart die op een rivier in de  richting van de bron vaart. Het is onder bepaalde omstandigheden van belang te weten of een schip opvarend of afvarend is, in verband met de voorrangsregeling en het recht om de positie in de rivier te bepalen. Een opvarend schip vaart langzamer dan een afvarend schip, over de grond gemeten, en mag daarom op bepaalde rivieren alle binnenbochten van het vaarwater gebruiken. De opvaart geeft dat aan door een blauw bord aan stuurboord naast het stuurhuis omhoog te zetten, waarbij automatisch een knipperlicht wordt bijgeschakeld. Bij twijfel of een schip het blauwe bord heeft gezet dient over de marifoon te worden gecommuniceerd.
Het is niet ongebruikelijk om op de grote rivieren de term "opvaart" te vervangen door "bergvaart" of "te berg", omdat dit ook aanspreekt bij Duitstaligen en veel schippers in Europa Duits verstaan.

## Voorbeeld van marifoonverkeer op kanaal 10
- De Stella Maris komt de Voorhaven van Gorcum uit en gaat in de bergvaart. Is er nog kruisende vaart voor de haven?
- Kom maar door, buurman, alleen een paar afvarende jachten op een kilometer boven de haven.